# IC 515
IC 515 је спирална галаксија у сазвјежђу Хидра која се налази на листи објеката дубоког неба у Индекс каталогу.
Деклинација објекта је - 1° 54' 2" а ректасцензија 8h 35m 31,2s. Привидна величина (магнитуда) објекта IC 515 износи 14,4 а фотографска магнитуда 15,2. IC 515 је још познат и под ознакама UGC 4488, CGCG 4-68, NPM1G -01.0199, PGC 24125.